# The Rocket (phim)
The Rocket (tiếng Lào: ບັ້ງໄຟ bangfai; tạm dịch: Pháo thăng thiên) là một bộ phim chính kịch Úc năm 2013 do Kim Mordaunt viết kịch bản và đạo diễn. Bối cảnh của phim diễn ra hoàn toàn ở Lào với ngôn ngữ chính thức là tiếng Lào. The Rocket là ứng cử viên của Úc cho hạng mục phim nói tiếng nước ngoài hay nhất tại Lễ trao giải Oscar lần thứ 86. Bộ phim ngoài ra còn giành được giải Khán giả và giải Nam diễn viên chính xuất sắc nhất tại hạng mục phim thuyết minh của Liên hoan phim Tribeca. Phim cũng từng được trình chiếu ở Viện phim Úc (AFI).

## Nội dung
Tại vùng núi hẻo lánh ở Lào, một người phụ nữ tên là Mali (Alice Keohavong) đã sinh ra một cặp song sinh nhưng chỉ có một người sau đó còn sống sót. Mẹ chồng cô, Taitok (Bunsri Yindi) nói rằng đứa trẻ còn sống cũng phải chết, bởi vì truyền thuyết kể rằng khi có cặp song sinh được sinh ra, một đứa trẻ sẽ được ban phước trong khi đứa còn lại bị nguyền rủa. Tin rằng đứa con trai duy nhất còn sống của mình sẽ được ban phước, Mali từ chối giết con và vì vậy cô đã cùng Taitok giữ bí mật này với chồng mình, Toma (Sumrit Warin).
Bảy năm sau, cậu bé song sinh còn sống tên Ahlo (Sitthiphon Disamoe) đã được thông tin rằng một con đập thứ hai tại làng cậu đang được xây dựng, vì vậy Ahlo và gia đình của cậu bé sẽ phải di tản đi nơi khác khi không thể thuyết phục việc ngừng xây đập dẫn đến ngập lụt tại nơi họ sống. Với sự giúp đỡ của một con trâu cày, cả gia đình đã cố gắng đưa chiếc thuyền mà Ahlo thích lên đỉnh đồi, nhưng do bất ngờ dây thừng bị đứt đã khiến cho chiếc thuyền đâm vào Mali và tử vong tại chỗ. Tức giận, Taitok đã tiết lộ với Toma rằng Ahlo là một cặp song sinh và "lẽ ra nó phải chết".
Sau khi chôn cất Mali, Ahlo và gia đình tiếp tục đi xe buýt đến ngôi làng mới của họ; Taitok cảm thấy không quen với những điều kiện sinh hoạt mới ở nơi này. Tuy nhiên, tại đây, Ahlo gặp một cô bé có tên Kia (Loungnam Kaosainam), bị mồ côi sau khi cả gia đình mất vì bệnh sốt rét và hiện đang sống với chú của mình, Purple (Suthep Po-ngam), một người rất hâm mộ James Brown. Kia sau đó đã dẫn Ahlo đến một mảnh đất mềm để cậu có thể trồng xoài, điều mà cậu muốn làm để tỏ lòng thành kính với mẹ mình, nhưng Toma lại cấm Ahlo kết giao với Kia và khiến Ahlo tức giận, phá hủy cả ngôi nhà dựng tạm của Toma. Sau đó, cậu đến thăm Kia một lần nữa và biết rằng tất cả lượng điện đã hứa cho người dân đang được sử dụng bởi các "chủ thủy điện". Vào đêm hôm sau, Ahlo lẻn ra ngoài và cố gắng lấy điện cho người dân trong thôn bằng cách mắc một số dây cáp vào nguồn điện chính, nhưng do sự xui xẻo của mình, cậu đã gây mất điện cho tất cả những người khác. Ngày hôm sau, Ahlo đã nói với Kia về việc cậu là một cặp song sinh bị nguyền rủa. Khi bị người trong làng phát hiện và đến phá hoại ngôi đền linh thiêng của gia đình cậu, Ahlo, Toma và Taitko đã đốt nhà cùng đồ đạc của họ để trả đũa. Cùng với Kia và Purple, cả gia đình sau đó đều lẻn ra khỏi làng và trốn vào trong một chiếc xe chở đầy bom mìn chưa nổ từ thời chiến tranh để di chuyển.
Sau nhiều ngày di chuyển, tất cả bọn họ đã đến được nơi mà họ gọi là "thiên đường" khi dường như không có sự xuất hiện của cư dân nào khác. Dù vậy Toma sau đó đã đề xuất di chuyển chỗ ở một lần nữa do vùng đất này bị bao quanh bởi những quả bom nguy hiểm chưa phát nổ (điều giải thích vì sao không có cư dân nào sống ở đây). Trong quá trình di chuyển đến ngôi làng khác, Ahlo đã gặp một đoàn du khách và biết rằng sắp có cuộc thi bắn tên lửa trao giải thưởng tiền mặt diễn ra. Tin rằng điều này có thể phá vỡ lời nguyền trong cậu, Ahlo sau đó đã thông báo ý định sẽ chế tạo một tên lửa để chiến thắng cuộc thi và kiếm tiền mua nhà mới của mình, nhưng Toma và Taitko lại không đồng ý điều này bởi sự xui xẻo của cậu. Tuy nhiên, Ahlo vẫn quyết định chế tạo một tên lửa riêng để tham dự  cuộc thi.
Trong khi đi bộ qua khu rừng tìm kiếm những thứ dùng để chế tạo tên lửa, Ahlo đã tình cờ chạm trán một quả bom chưa nổ; cậu định lấy vỏ bom để làm tên lửa thế nhưng sau đó nó đã phát nổ ngay trước mặt cậu khi cậu ném đá vào nó. Sau đó, Ahlo phải nhờ đến sự giúp đỡ của Purple, người hóa ra là một lính kháng chiến cũ để giúp cậu chế tạo tên lửa. Purple đưa Ahlo đến một hang dơi để thu thập phân dơi mà theo Purple, có thể dùng làm nguyên liệu cho tên lửa.
Lễ hội tên lửa bắt đầu diễn ra vào ngày hôm sau. Trong khi mọi người đang phóng tên lửa của họ, Ahlo vẫn ở trong rừng và thử nghiệm độ nổ của tên lửa. Sau vài lần thất bại, Ahlo đã thử đi tiểu vào bột phân dơi theo lời khuyên của Purple và thành công. Trong cuộc thi, Toma phóng tên lửa của mình được đặt tên là "Lucky" nhưng lại để vuột tay quá sớm và phóng tên lửa chệch hướng vào một ngôi nhà khiến nó phát nổ. Trong khi đó, một tên lửa được tạo ra bởi quán quân năm trước có tên là "The Million" đã phóng lên sau đó và thành công phi lên các đám mây. Bất ngờ, Ahlo mang tên lửa của mình có tên là "The Bat" vào, nhưng đã không được cho phép vì trẻ em không được phóng tên lửa. Ahlo sau đó đã yêu cầu Toma phóng nó, nhưng Taitko không cho phép làm vậy và tin rằng "The Bat" sẽ làm nổ tung mọi người vì Ahlo xui xẻo. Thất vọng vì không ai chịu giúp cậu, Ahlo sau đó đã bỏ đi. Tuy nhiên, khi đến phút chót, Toma hạ quyết tâm phóng tên lửa bằng mọi cách. Được Kia chạy theo thông báo về việc Toma đang phóng tên lửa, lo lắng rằng nó sẽ có thể khiến bố mình chết, Ahlo đã chạy lên bệ phóng và hét lên lời xin lỗi của mình trước tiếng gầm lớn của tên lửa. Dù vậy, lần này "The Bat" đã được phóng đúng cách và bay tới tận mây, nổ bên trong đám mây và khiến trời đổ mưa. Nhờ việc khiến làng đổ mưa trở lại sau vài tháng khô hạn, Ahlo đã giành được 10 triệu kip và không còn bị coi là cậu bé xui xẻo.

## Diễn viên
- Sitthiphon Disamoe vai Ahlo
- Loungnam Kaosainam vai Kia
- Suthep Po-ngam vai Purple
- Bunsri Yindi vai Taitok
- Sumrit Warin vai Toma
- Alice Keohavong vai Mali

## Đón nhận và giải thưởng
The Rocket tại thời điểm công chiếu đã nhận được sự hoan nghênh từ giới phê bình, với điểm đánh giá đồng thuận tuyệt đối là 98% trên Rotten Tomatoes.
Sheri Linden của Los Angeles Times cũng đưa ra một đánh giá tích cực về bộ phim, nhận xét "Mordaunt không phải lúc nào cũng thành công trong việc cân bằng giữa tình cảm, chính trị và dân tộc học, nhưng điểm mạnh nhất của câu chuyện chính là sự kết hợp nhuần nhuyễn giữa nỗi đau của lịch sử và sự lạc quan không biết mệt mỏi của một đứa trẻ". Joe Morgenstern của The Wall Street Journal thì gọi các nhân vật là "sáo ngữ" nhưng diễn xuất lại "hoàn toàn mới mẻ". Avi Offer của NYC Movie Guru gọi bộ phim là "giàu giá trị nhân văn, hấp dẫn và ly kỳ trong khi vẫn có thể tiếp cận được với cả khán giả yêu thích nghệ thuật và bình dân. Nó đã được định sẵn để trở thành một 'sleeper-hit'". Mark Adams của Screen International đã ca ngợi bối cảnh của phim, gọi chúng là "những nơi tuyệt đẹp của Lào, cung cấp khung cảnh hấp dẫn và đầy sức gợi cho The Rocket của nhà văn/đạo diễn Kim Mordaunt, một câu chuyện về tuổi mới lớn tươi trẻ và đầy sức sống".
| Giải thưởng                          | Hạng mục                                                     | Đề cử              | Kết quả   |
| ------------------------------------ | ------------------------------------------------------------ | ------------------ | --------- |
| Giải Viện phim Úc (lần ba)           | Phim hay nhất                                                | Sylvia Wilczynski  | Đề cử     |
| Giải Viện phim Úc (lần ba)           | Đạo diễn xuất sắc nhất                                       | Kim Mordaunt       | Đề cử     |
| Giải Viện phim Úc (lần ba)           | Kịch bản gốc hay nhất                                        | Kim Mordaunt       | Đoạt giải |
| Giải Viện phim Úc (lần ba)           | Diễn viên chính xuất sắc nhất                                | Sitthiphon Disamoe | Đề cử     |
| Giải Viện phim Úc (lần ba)           | Nam diễn viên phụ xuất sắc nhất                              | Suthep Po-ngam     | Đề cử     |
| Giải Viện phim Úc (lần ba)           | Nữ diễn viên phụ xuất sắc nhất                               | Alice Keohavong    | Đề cử     |
| Giải Viện phim Úc (lần ba)           | Quay phim tốt nhất                                           | Andrew Commis      | Đề cử     |
| Giải Viện phim Úc (lần ba)           | Biên tập tốt nhất                                            | Nick Meyers        | Đề cử     |
| Giải Viện phim Úc (lần ba)           | Nhạc phim gốc hay nhất                                       | Caitlin Yeo        | Đề cử     |
| Giải Viện phim Úc (lần ba)           | Âm thanh tốt nhất                                            | Sam Petty          | Đề cử     |
| Giải Viện phim Úc (lần ba)           | Âm thanh tốt nhất                                            | Brooke Trezise     | Đề cử     |
| Giải Viện phim Úc (lần ba)           | Âm thanh tốt nhất                                            | Nick Emond         | Đề cử     |
| Giải Viện phim Úc (lần ba)           | Âm thanh tốt nhất                                            | Sam Hayward        | Đề cử     |
| Giải Viện phim Úc (lần ba)           | Âm thanh tốt nhất                                            | Yulia Akerholt     | Đề cử     |
| Giải Viện phim Úc (lần ba)           | Dựng phim tốt nhất                                           | Pete Baxter        | Đề cử     |
| Giải Viện phim Úc (lần ba)           | Thiết kế trang phục tốt nhất                                 | Woranun Pueakpun   | Đề cử     |
| Giải Viện phim Úc (lần ba)           | Thiết kế trang phục tốt nhất                                 | Sylvia Wilczynski  | Đề cử     |
| Liên hoan phim Ale Kino! lần thứ 31  | Giải Golden Poznan Goats cho diễn viên điện ảnh nhí tốt nhất | Kim Mordaunt       | Đoạt giải |
| Liên hoan phim Ale Kino! lần thứ 31  | Giải khán giả trẻ cho phim hay nhất                          | Kim Mordaunt       | Đoạt giải |
| Giải ASE                             | Biên tập phim tốt nhất                                       | Nick Meyers        | Đoạt giải |
| Giải FCCA                            | Phim hay nhất                                                | Sylvia Wilczynski  | Đoạt giải |
| Giải FCCA                            | Đạo diễn tốt nhất                                            | Kim Mordaunt       | Đề cử     |
| Giải FCCA                            | Kịch bản hay nhất                                            | Kim Mordaunt       | Đề cử     |
| Giải FCCA                            | Diễn viên trẻ tốt nhất                                       | Sitthiphon Disamoe | Đoạt giải |
| Giải FCCA                            | Diễn viên trẻ tốt nhất                                       | Loungnam Kaosainam | Đề cử     |
| Giải FCCA                            | Biên tập tốt nhất                                            | Nick Meyers        | Đề cử     |
| Giải FCCA                            | Quay phim tốt nhất                                           | Andrew Commis      | Đề cử     |
| Giải FCCA                            | Nhạc phim hay nhất                                           | Caitlin Yeo        | Đoạt giải |
| Giải khán giả liên hoan phim Tribeca | Lối kể chuyện phim hay nhất                                  | Kim Mordaunt       | Đoạt giải |
| Giải khán giả liên hoan phim Tribeca | Nam diễn viên chính tốt nhất                                 | Sitthiphon Disamoe | Đoạt giải |